# SV Bühlertal
Der Sportverein Bühlertal e. V. (kurz SV Bühlertal) ist ein Fußballverein aus Bühlertal. Die erste Fußballmannschaft spielt derzeit in der Verbandsliga Südbaden. Der Verein hat etwa 730 Mitglieder.

## Geschichte
Im Jahre 1922 wurde der Verein als „F.C. Bühlertal“  durch die beiden Realschüler Rudolph Stolper und Oskar Fritz gegründet. Nach dem Zweiten Weltkrieg wurde der Verein am 3. Juli 1946 als Sportvereinigung Bühlertal (kurz SpVgg Bühlertal) neu gegründet. Mit der Spielzeit 1981/82 erfolgte die Umbenennung in Sportverein Bühlertal (kurz SV Bühlertal).
In den 1950er und 1960er Jahren gehörte die Mannschaft der damaligen Kreisklasse A Baden-Baden an. 1971 stieg der Verein als Erster der 2. Amateurliga nach einem Sieg in einem Entscheidungsspiel gegen den punktgleichen VfB Gaggenau in die höchsten deutschen Amateurklasse, die 1. Amateurliga, auf, jedoch bereits nach Ende der ersten Saison 1971/72 wieder ab. Nach dem sofortigen Wiederaufstieg 1973 gelang der Mannschaft mit dem 8. Platz in der 1. Amateurliga die bisher beste Platzierung. Der SV Bühlertal gehörte der 1. Amateurliga noch bis 1976 an.
Im Juli 1995 wurde ein Rasenplatz im Mittelbergstadion eingerichtet.

## Erfolge
- 1971 und 1973 Aufstieg in die 1. Amateurliga
- 1985 Meister der Landesliga Südbaden Staffel 1, Aufstieg in die Verbandsliga Südbaden
- 2006 Bezirkspokalsieger und Teilnahme an den Aufstiegsspielen zur Landesliga
- 2011 Meister der Bezirksliga Baden-Baden, Aufstieg in die Landesliga Südbaden Staffel 1
- 2013 Vizemeister Landesliga Südbaden Staffel 1 und Teilnahme an den Aufstiegsspielen zur Verbandsliga Südbaden.
- 2014 Meister der Landesliga Südbaden Staffel 1, Aufstieg in die Verbandsliga Südbaden

## Spielstätte

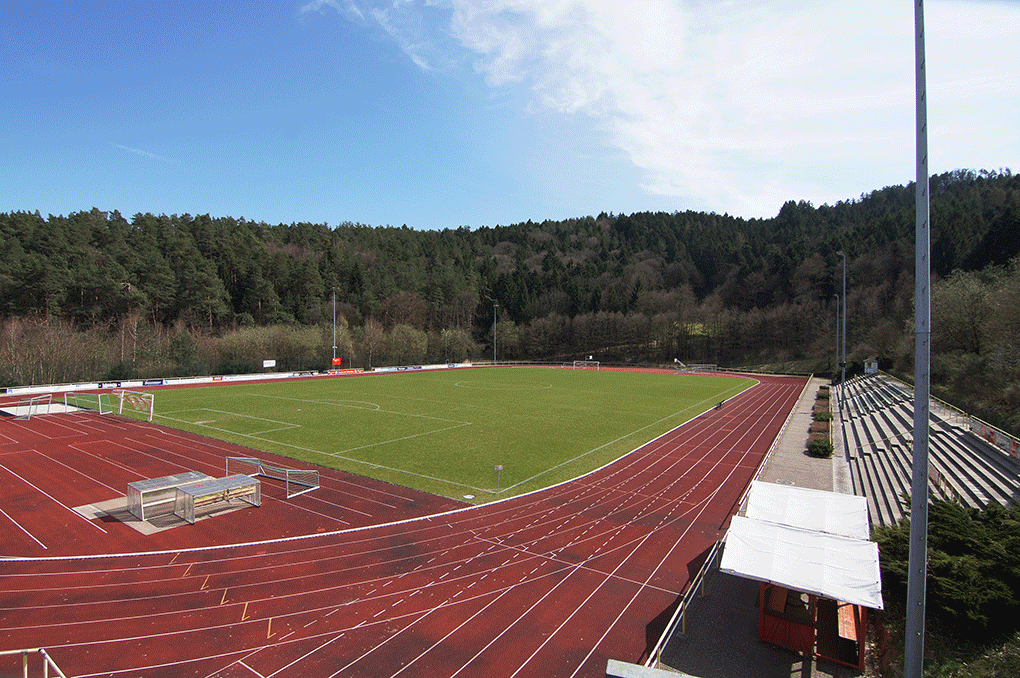
Mittelbergstadion

Der SV Bühlertal trägt seine Heimspiele im Sportzentrum am Mittelberg (Mittelbergstadion) aus. Zur Weltmeisterschaft 2006 in Deutschland trainierte die englische Nationalmannschaft dort.

## Galerie

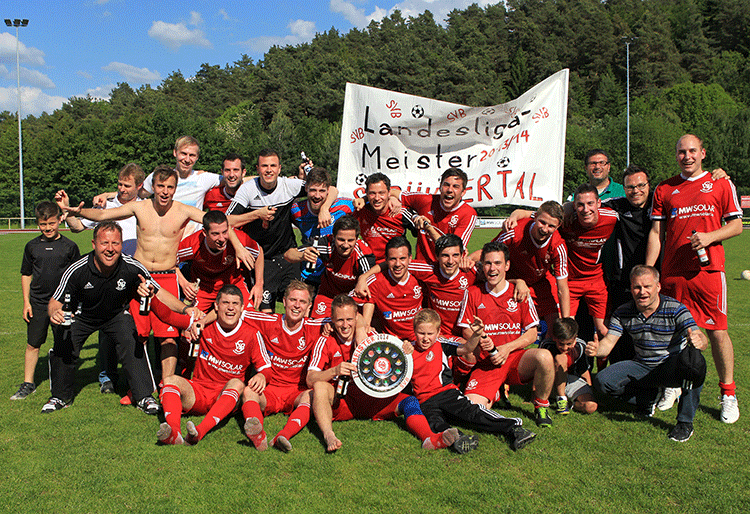
Meistermannschaft 2014

## Statistiken
Bilanz des Vereines in der 1. Amateurliga Südbaden und Verbandsliga Südbaden:
| Spielzeit | Spielklasse             | Platz | Spiele | Siege | Unentschieden | Niederlagen | Tore  | Punkte | Bemerkungen |
| --------- | ----------------------- | ----- | ------ | ----- | ------------- | ----------- | ----- | ------ | ----------- |
| 1971/72   | 1. Amateurliga Südbaden | 16.   | 30     | 7     | 10            | 13          | 41:58 | 24:36  | Abstieg     |
| 1973/74   | 1. Amateurliga Südbaden | 11.   | 30     | 11    | 5             | 14          | 49:63 | 27:33  |             |
| 1974/75   | 1. Amateurliga Südbaden | 11.   | 38     | 10    | 17            | 11          | 54:47 | 37:39  |             |
| 1975/76   | 1. Amateurliga Südbaden | 16.   | 34     | 10    | 5             | 19          | 49:79 | 25:43  | Abstieg     |
| 1985/86   | Verbandsliga Südbaden   | 14.   | 30     | 6     | 8             | 16          | 42:58 | 20:40  | Abstieg     |
| 2014/15   | Verbandsliga Südbaden   | 13.   | 30     | 11    | 1             | 18          | 41:55 | 34     |             |
| 2015/16   | Verbandsliga Südbaden   | 10.   | 30     | 9     | 7             | 14          | 39:52 | 34     |             |
| 2016/17   | Verbandsliga Südbaden   | 15.   | 34     | 10    | 8             | 16          | 48:62 | 38     | Abstieg     |